# Wolfgang Hänsch

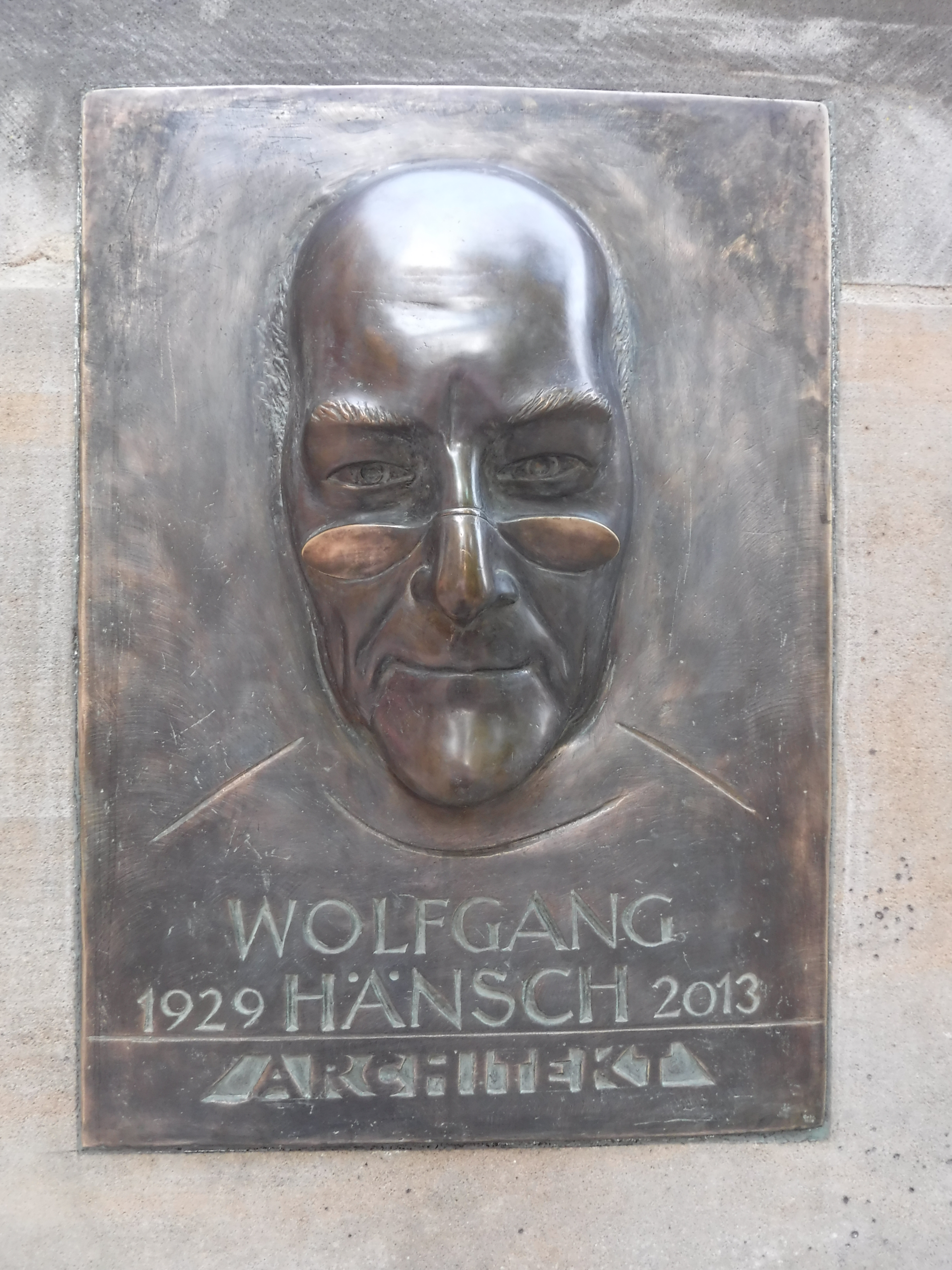
Porträtrelief von 2018

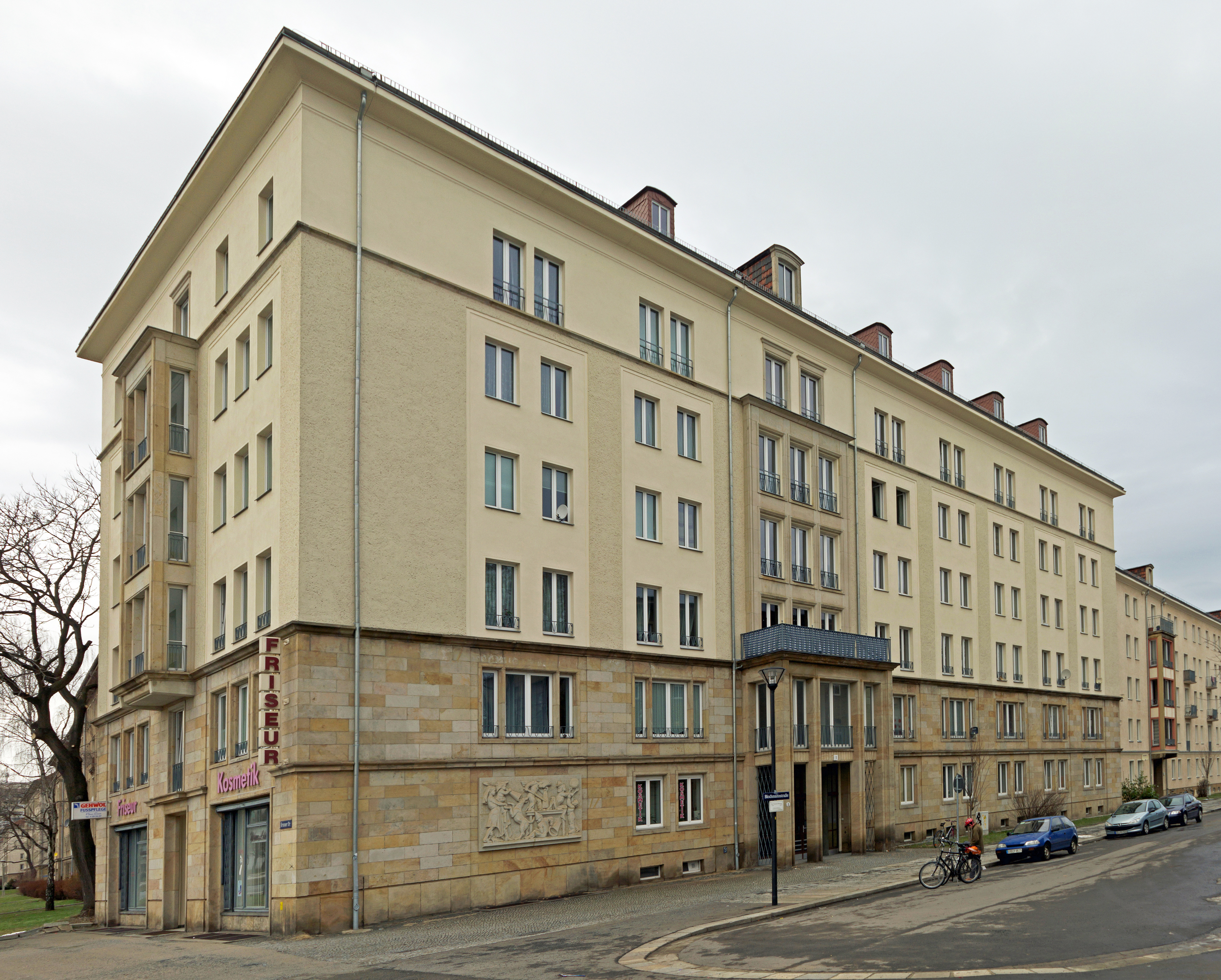
Blochmannstraße 1–19

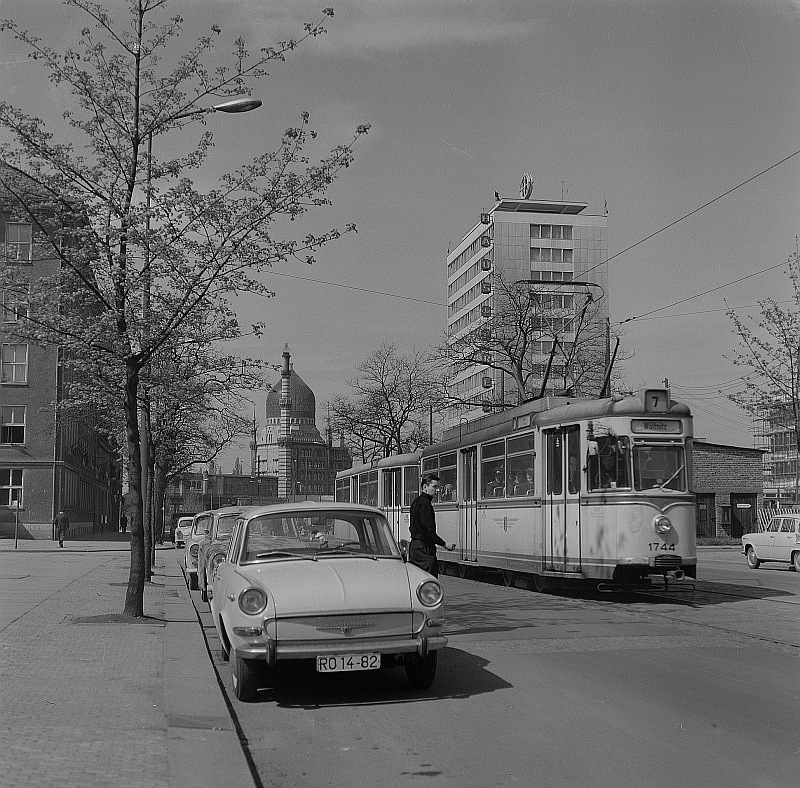
Haus der Presse

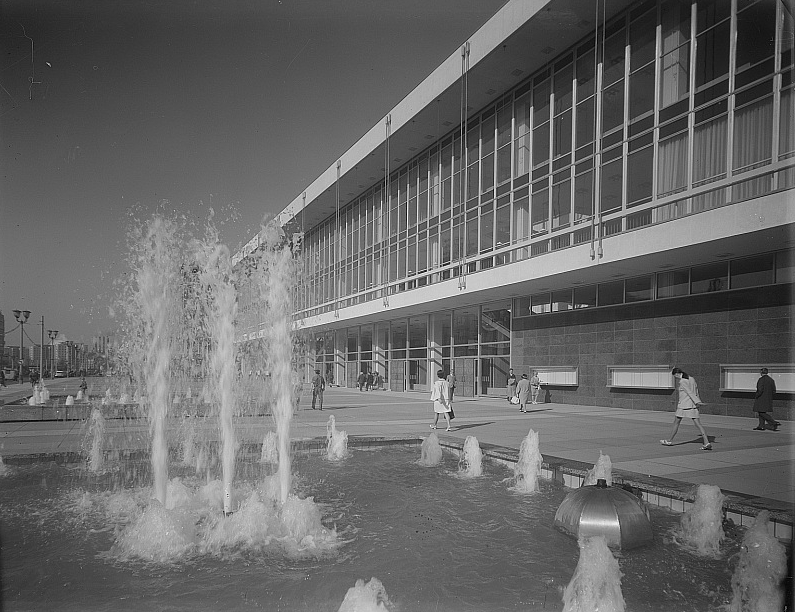
Kulturpalast Dresden

Wolfgang Hänsch (* 11. Januar 1929 in Königsbrück, Sachsen; † 16. September 2013 in Dresden) war ein deutscher Architekt.

## Leben und Wirken
Wolfgang Hänschs leiblicher Vater war Musiker. Aufgewachsen ist er bei seinem Stiefvater, einem Bankangestellten. Seine Mutter war gelernte Kontoristin und leitete nach dem Zweiten Weltkrieg eine Verkaufsstelle. Nach einer Maurerlehre studierte Hänsch von 1948 bis 1951 an der Ingenieurschule für Bauwesen in Dresden, Fachrichtung Hochbau und Architektur. Von 1951 bis 1973 arbeitete er als Architekt im Dresdner Büro des VEB Bauplanung Sachsen. Seine erste Mitarbeit dort betraf das Kulturhaus des VEM Sachsenwerk. Die ersten eigenen Projekte waren 1956 der Gebäudekomplex Blochmannstraße 1–19 und ab 1957 die Wohn- und Geschäftshäuser Borsbergstraße 23–33/16–32. Während die Bauten in der Blochmannstraße noch nah am Dresdner Zentrum lagen und Hänsch auf barocke Formen zu achten hatte, lagen ihm die Herausforderungen und Chancen des industriellen Bauens in der Borsbergstraße schon wesentlich mehr. Danach wurden Hänsch, wohl zufällig, keine weiteren Wohnungsbauprojekte mehr zugewiesen.
Nach dem Bau des Feierabendheims Seevorstadt-Ost brachte sein nächstes Projekt etwas nie dagewesenes nach Dresden. Wenige Jahre nach Eröffnung der ersten Fußgängerzone Lijnbaan in Rotterdam bekam das Kollektiv um Hänsch im Sommer 1958 den Auftrag zum Bau einer kleinen Passage im Bereich Webergasse/Wallstraße. Selbstbedienungsgastronomie und den Haushalt entlastende Dienstleistungen brachten mehr Moderne nach Dresden und sollten den Alltag entlasten. Klare Kuben, Treppen, Pergolen und Glasvitrinen waren im skandinavischen Internationalen Stil gestaltet. Ziel war die „kulturvolle Verbringung von freier Zeit im öffentlichen Raum“. Fehlende Verkaufswaren und mangelnde Pflege ließen die Passage über die Jahre an Charme verlieren, nach der Wende wurde sie abgerissen und an ihrer Stelle die Altmarkt-Galerie errichtet. Hänschs nächstes großes Bauprojekt war das Dresdner Haus der Presse, ein 13-geschossiges Hochhaus in Stahlskelettbauweise mit fassadenbreiten Fensterbändern als Teil eines Druckerei- und Verlagskomplexes mit gestalteten Grün- und Freiflächen.
Im Jahr 1962 ersuchte der Architekt Leopold Wiel das Bauplanungsbüro um Projektierungskapazität für den von ihm entworfenen Kulturpalast, da er in der Zeit zu sehr in seiner Lehrtätigkeit als Professor an der TU Dresden gebunden war und  übergab seine Pläne an Wolfgang Hänsch, der auf der Grundlage der Wielschen Entwürfe einen neuen eigenen Entwurf entwickelte, welcher ab 1966 in die Tat umgesetzt wurden. Das Projekt wurde an das Architektenkollektiv Hänsch/Löschau übergeben. Sieben Jahre später, 1969, konnte der Bau eingeweiht werden.
Hänsch wurde mit dem Wiederaufbau beziehungsweise der Sanierung von vier Baudenkmalen betraut: der Semperoper (1967–1985), dem Altbau Große Meißner Straße 15 im Neubau Hotel Bellevue (1982), dem Zuschauerraum des Schauspielhauses (Anfang der 1990er Jahre) und dem Rathaus Pirna (1993). In der Semperoper waren am 13. Februar 1945 der Bühnenbereich und der Zuschauerraum vollständig ausgebrannt. Hänsch beteiligte sich 1967 erfolgreich am Wettbewerb zur Wiedererrichtung der Semperoper – der aber kein rechtes Ergebnis brachte. Proberestaurierungen zweier Architekturachsen 1969/70 durch das Institut für Denkmalpflege erwiesen sich als so überzeugend, dass damit de facto die Wiederherstellung der sichtbaren Teile der Oper nach dem Vorbild Sempers beschlossen wurde. Hänsch gehörte zu diesem Zeitpunkt bereits zum Kreis der beteiligten Architekten und war seit 1967 Leiter des Entwurfskollektivs Semperoper. 1969 erhielt Hänsch zusammen mit Herbert Löschau den Auftrag zur Sanierung und Erweiterung der Oper. Obwohl er eindeutig mehr am modernen als am barocken Bauen interessiert war, reizte ihn an dieser Aufgabe, zeitgenössische Funktionen in einer historischen Hülle unterzubringen. Hänsch ließ die Originalform von Gottfried Semper so weit wie möglich unangetastet und lagerte zusätzliche Funktionen in drei modernen externen Baukörpern aus. Diese sind mit Brücken mit dem Haupthaus verbunden. Am 24. Juni 1977 wurde der Grundstein für die Neubauten gelegt. Hänsch war in der Projektierungsabteilung des neugegründeten VEB Gesellschaftsbau Dresden angestellt und nur dem Vorsitzenden des Rates des Bezirks Dresden verantwortlich. Am 13. Februar 1985, 40 Jahre nach der Zerstörung der Oper, erfolgte ihre Wiedereinweihung.
Seit 1991 arbeitete er als freier Architekt. Er war Mitglied der Sächsischen Akademie der Künste. Am 18. Juni 2009 wurde ihm die Ehrendoktorwürde der Technischen Universität Dresden verliehen.
Hänsch verstarb am 16. September 2013 mit 84 Jahren. Seine Asche wurde auf hoher See verweht.

## Bauten

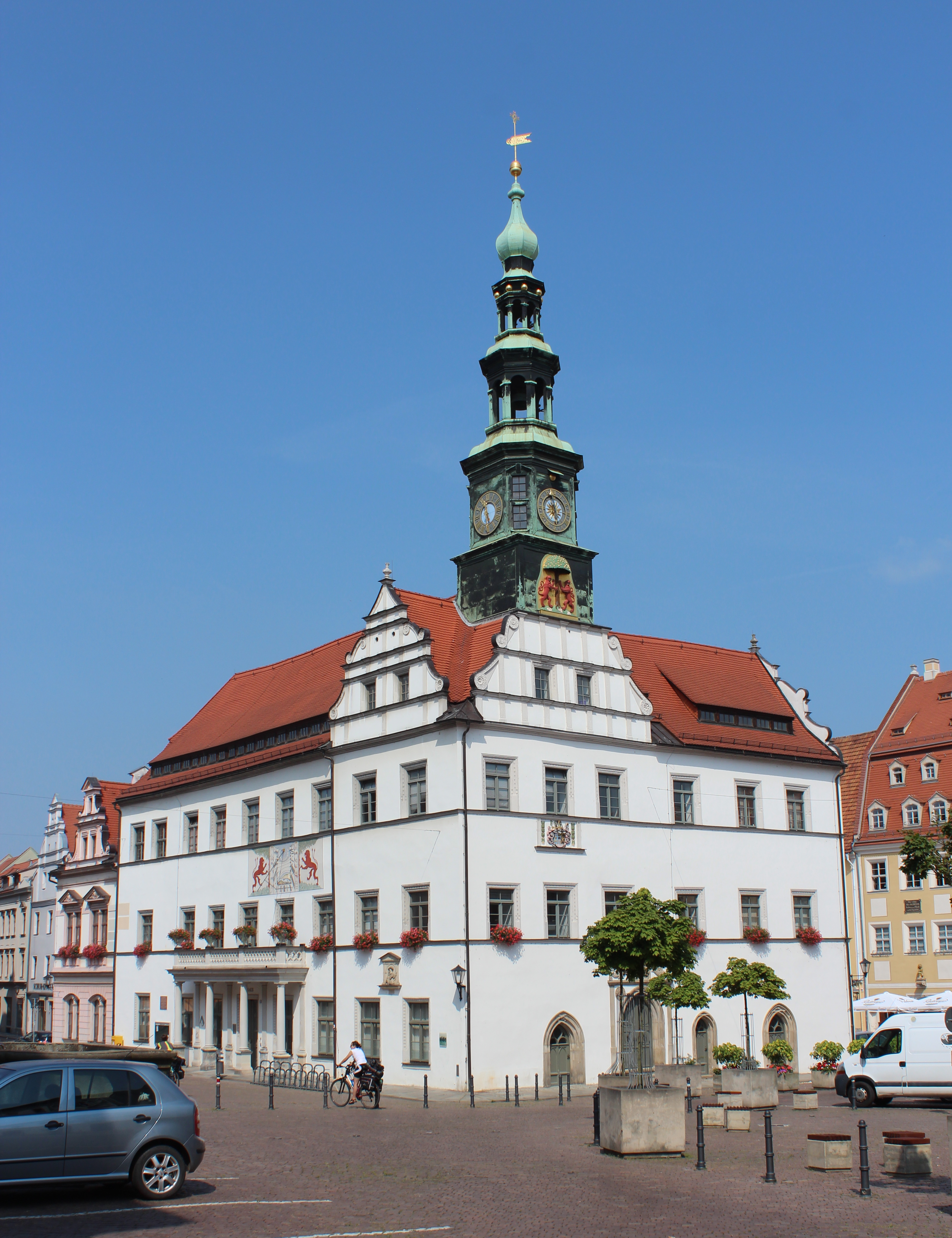
Rathaus Pirna

Nach einem Werkverzeichnis von Gisela Rapp in Wolfgang Kils Buch Wolfgang Hänsch – Architekt der Dresdner Moderne sind zwischen 1951 und 2007 insgesamt 40 Bauten von Wolfgang Hänsch entworfen worden. Zwischen 1959 und 2006 hat er an zwölf Wettbewerben teilgenommen.
- 1951/52: Belegschaftsgebäude VEB Bramsch Dresden
- 1955: Wohnkomplexzentrum in Striesen, Dresden
- 1956: Wohnbauten Blochmannstraße Dresden
- 1957: Wohn- und Geschäftshäuser Borsbergstraße 23–33/16–32 Dresden
- 1960: Altenheim Seevorstadt-Ost Dresden
- 1960: Einkaufszentrum Webergasse Dresden
- 1961: Haus der Presse und Druckereineubau der Sächsischen Zeitung Dresden
- 1964: Kinderkaufhaus Dresden
- 1969: Kulturpalast Dresden
- 1985: Wiederaufbau der Semperoper
- 1993: Umbau und Rekonstruktion des Rathauses Pirna
- 1995: Schauspielhaus Dresden (Rekonstruktion und Umbau des Zuschauerraumes und der Foyers)
- 2007: Besucherzentrum Frauenkirche im Kulturpalast Dresden

## Publikationen
- 1978: Gottfried Semper und die dritte Semperoper.
- 1986/1990: Die Semperoper. Geschichte und Wiederaufbau der Dresdner Staatsoper, Verlag für Bauwesen, Berlin ISBN 3-345-00017-2.
- 1991: Dresden, Semperoper (~ Baudenkmale, Band 80), Seemann, Leipzig Dresden 1991, ISBN 3-363-00519-9.
- 1995: Das Schauspielhaus in Dresden. Die Gestaltung des Zuschauerraumes.
- 2009: Architekt der Dresdner Moderne, herausgegeben von Wolfgang Kil, Form + Zweck, Berlin 2009, ISBN 978-3-935053-22-8.

## Film
- 2009: Was bleibt – Architektur der Nachkriegsmoderne in Dresden, Susann Buttolo und Ralf Kukula, balancefilm

## Ausstellungen
- 2003: Zwei deutsche Architekturen: 1949–1989, Institut für Auslandsbeziehungen
- 2005: Baukunst und Umwelt, Sächsische Akademie der Künste
- 2009: Architekt der Moderne, Wohnungsgenossenschaft Johannstadt eG

## Auszeichnungen

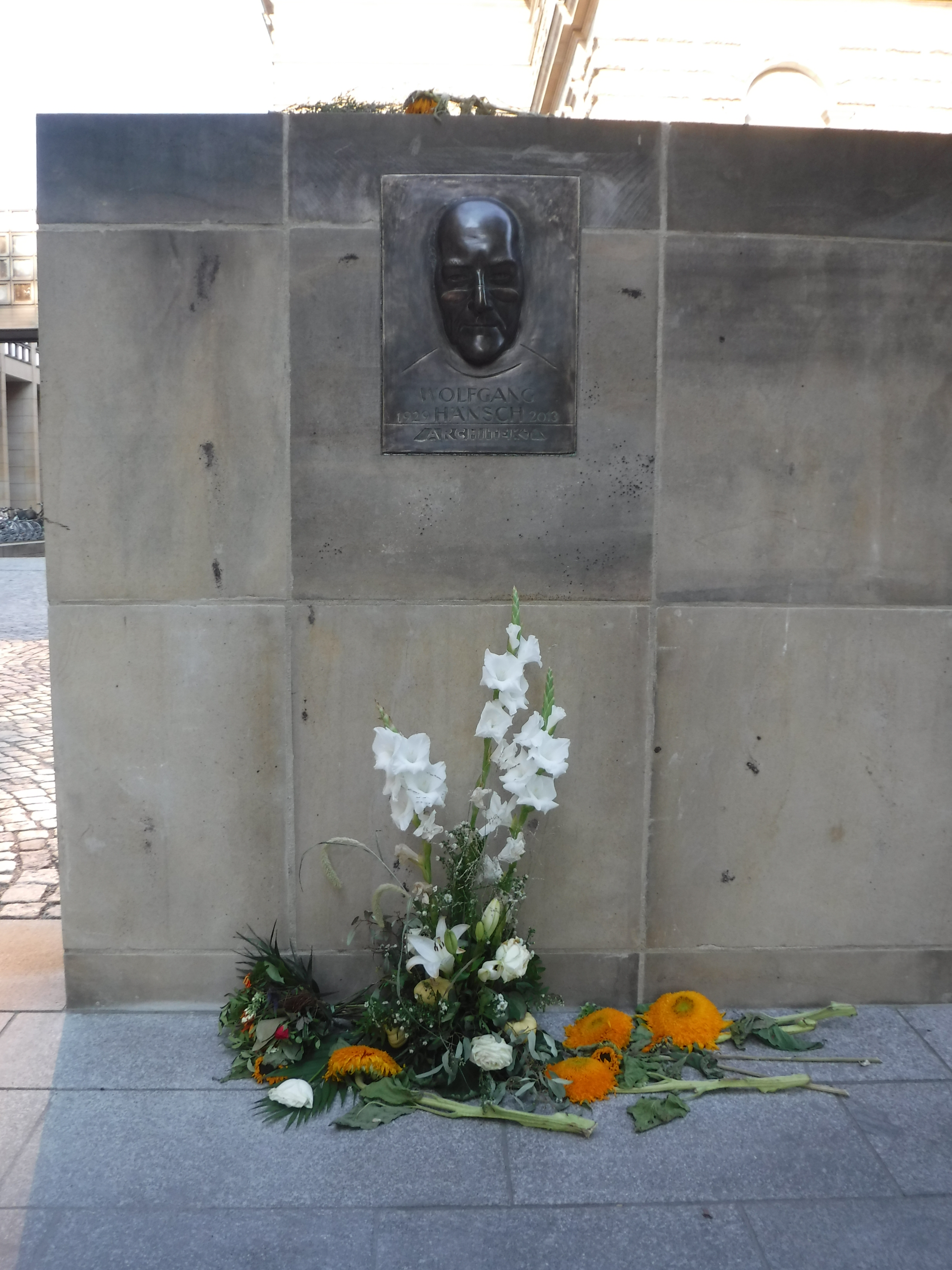
Porträtrelief von 2018

- 1979: Martin-Andersen-Nexö-Kunstpreis der Stadt Dresden
- 1985: Nationalpreis für Kunst und Literatur II. Klasse (im Kollektiv)
- 2009: Ehrendoktorwürde der Technischen Universität Dresden (Fakultät Architektur)
- Bronzerelief hinter der Semperoper[6]